# Llac Union (comtat de Polk, Minnesota)
El llac Union (anglès: Union Lake) és un llac del comtat de Polk de l'estat de Minnesota dels Estats Units. El llac Union va ser anomenat així perquè les seves tres seccions estaven unides per canals estrets.